# Malaccamax

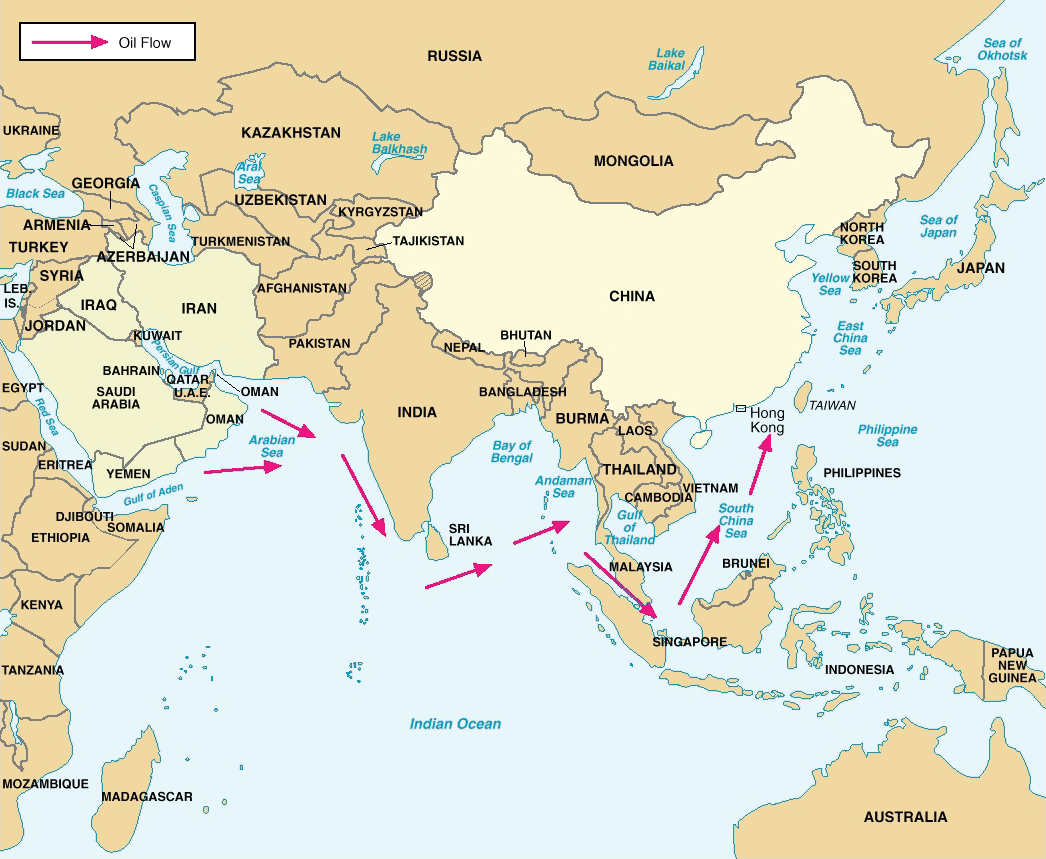
Routes typiques des pétroliers depuis la péninsule arabique jusqu'à la Chine, montrant l'importance stratégique du détroit de Malacca.

Un navire de type Malaccamax a une taille lui permettant de franchir le détroit de Malacca en Indonésie ; le facteur limitant est le tirant d'eau, en raison des hauts-fonds du détroit qui atteignent 25 mètres de profondeur. Le tirant d'eau maximum est donc de 20 mètres afin de laisser une marge de sécurité en cas de surenfoncement. Typiquement, un navire Malaccamax a un port en lourd de 300 000 tonnes, ce qui limite certains super-pétroliers et minéraliers, mais reste praticable pour tous les porte-conteneurs actuels (la limite est estimée à 18 000 EVP).
Un navire post-malaccamax doit faire le détour soit par l'Australie, par le détroit de Lombok ou par un éventuel canal sur l'isthme de Kra, comme cela a déjà été proposé ; le détroit de la Sonde est encore plus limitant avec une profondeur minimum de 20 mètres.

Comparaison de l'encombrement du Malaccamax à d'autres standards de navires (vue isométrique).